# Volta a l'Algarve 2021
La Volta a l'Algarve 2021 fou la 47a edició de la Volta a l'Algarve. La cursa es disputà entre el 5 i el 9 de maig de 2021, amb un recorregut de 754,71 km repartits entre un cinc etapes. La cursa formà part de l'UCI ProSeries 2021, en la categoria 2.Pro. Inicialment la cursa s'havia de disputar al febrer, però per culpa de la pandèmia de COVID-19 es va endarrerir fins al maig.4
El vencedor final fou el portuguès João Rodrigues (W52-FC Porto), que s'imposà per nou segons al britànic Ethan Hayter (Ineos Grenadiers) i per vint-i-vuit al danès Kasper Asgreen (Deceuninck-Quick Step). Sam Bennett (Deceuninck-Quick Step) fou el vencedor de la classificació per punts, Luís Fernandes (Rádio Popular-Boavista) el de la muntanya i Sean Quinn (Hagens Berman-Axeon) el dels joves.

## Equips
L'organització convidà a 25 equips a prendre part en aquesta cursa.
| WorldTeams (7)- AG2R Citroën Team - Bora-Hansgrohe - Deceuninck-Quick Step - Groupama-FDJ - Ineos Grenadiers - Intermarché-Wanty-Gobert Matériaux - UAE Team Emirates ProTeams (8)- Arkéa-Samsic - Bingoal Pauwels Sauces WB - Burgos-BH - Caja Rural-Seguros RGA - Delko - Equipo Kern Pharma - Euskaltel-Euskadi - Rally Cycling Equips continentals (10)- Antarte-Feirense - Atum General-Tavira-Maria Nova Hotel - Efapel - Hagens Berman Axeon - Kelly-Simoldes-UDO - LA Alumínios-LA Sport - Louletano-Loulé Concelho - Rádio Popular-Boavista - Tavfer-Measindot-Mortágua - W52-FC Porto |
| |

## Etapes
| Etapa    | Data      | Ciutats d'etapa            | type                      | Distància (km) | Desnivell (m) | Vencedor de l'etapa | Líder de la general |
| -------- | --------- | -------------------------- | ------------------------- | -------------- | ------------- | ------------------- | ------------------- |
| 1a etapa | 5 de maig | Lagos – Portimão           | etapa plana               | 189,65         | 1.719 m       | Sam Bennett         | Sam Bennett         |
| 2a etapa | 6 de maig | Sagres – Fóia              | etapa de muntanya         | 182,1          | 3.026 m       | Ethan Hayter        | Ethan Hayter        |
| 3a etapa | 7 de maig | Faro – Tavira              | etapa plana               | 203,1          | 1.804 m       | Sam Bennett         | Ethan Hayter        |
| 4a etapa | 8 de maig | Lagoa – Lagoa              | contrarellotge individual | 20,2           | 200 m         | Kasper Asgreen      | Ethan Hayter        |
| 5a etapa | 9 de maig | Albufeira – Alto do Malhão | etapa de mitja muntanya   | 169,66         | 2.686 m       | Élie Gesbert        | João Rodrigues      |

### Etapa 1
| \| Classificació de l'etapa \| Classificació de l'etapa \| Classificació de l'etapa \| Classificació de l'etapa \| Classificació de l'etapa \| \| Corredor \| Corredor \| Equip \| Temps \| \| \| ------------------------ \| ------------------------ \| ---------------------------------- \| ------------------------ \| ------------------------ \| \| 1r \| Sam Bennett \| Deceuninck-Quick Step \| 4h 37' 41" \| \| \| 2n \| Danny van Poppel \| Intermarché-Wanty-Gobert Matériaux \| + 0" \| \| \| 3r \| Jon Aberasturi Izaga \| Caja Rural-Seguros RGA \| + 0" \| \| \| 4t \| Stanisław Aniołkowski \| Bingoal Pauwels Sauces WB \| + 0" \| \| \| 5è \| Iúri Leitão \| Tavfer-Measindot-Mortágua \| + 0" \| \| \| 6è \| Michael Mørkøv \| Deceuninck-Quick Step \| + 0" \| \| \| 7è \| Jarrad Drizners \| Hagens Berman Axeon \| + 0" \| \| \| 8è \| Rui Oliveira \| UAE Team Emirates \| + 0" \| \| \| 9è \| Ethan Hayter \| Ineos Grenadiers \| + 0" \| \| \| 10è \| Mikel Aristi Gardoki \| Euskaltel-Euskadi \| + 0" \| \| |                       |                                    |            |
| |                       |                                    |            |
| Font: ProCyclingStats |                       |                                    |            |
| Classificació de l'etapa |                       |                                    |            |
| Corredor | Corredor              | Equip                              | Temps      |
| 1r | Sam Bennett           | Deceuninck-Quick Step              | 4h 37' 41" |
| 2n | Danny van Poppel      | Intermarché-Wanty-Gobert Matériaux | + 0"       |
| 3r | Jon Aberasturi Izaga  | Caja Rural-Seguros RGA             | + 0"       |
| 4t | Stanisław Aniołkowski | Bingoal Pauwels Sauces WB          | + 0"       |
| 5è | Iúri Leitão           | Tavfer-Measindot-Mortágua          | + 0"       |
| 6è | Michael Mørkøv        | Deceuninck-Quick Step              | + 0"       |
| 7è | Jarrad Drizners       | Hagens Berman Axeon                | + 0"       |
| 8è | Rui Oliveira          | UAE Team Emirates                  | + 0"       |
| 9è | Ethan Hayter          | Ineos Grenadiers                   | + 0"       |
| 10è | Mikel Aristi Gardoki  | Euskaltel-Euskadi                  | + 0"       |

| \| Classificació general \| Classificació general \| Classificació general \| Classificació general \| Classificació general \| \| Corredor \| Corredor \| Equip \| Temps \| \| \| --------------------- \| --------------------- \| ---------------------------------- \| --------------------- \| --------------------- \| \| 1r \| Sam Bennett \| Deceuninck-Quick Step \| 4h 37' 41" \| \| \| 2n \| Danny van Poppel \| Intermarché-Wanty-Gobert Matériaux \| + 0" \| \| \| 3r \| Jon Aberasturi Izaga \| Caja Rural-Seguros RGA \| + 0" \| \| \| 4t \| Stanisław Aniołkowski \| Bingoal Pauwels Sauces WB \| + 0" \| \| \| 5è \| Iúri Leitão \| Tavfer-Measindot-Mortágua \| + 0" \| \| \| 6è \| Michael Mørkøv \| Deceuninck-Quick Step \| + 0" \| \| \| 7è \| Jarrad Drizners \| Hagens Berman Axeon \| + 0" \| \| \| 8è \| Rui Oliveira \| UAE Team Emirates \| + 0" \| \| \| 9è \| Ethan Hayter \| Ineos Grenadiers \| + 0" \| \| \| 10è \| Mikel Aristi Gardoki \| Euskaltel-Euskadi \| + 0" \| \| |                       |                                    |            |
| |                       |                                    |            |
| Font: ProCyclingStats |                       |                                    |            |
| Classificació general |                       |                                    |            |
| Corredor | Corredor              | Equip                              | Temps      |
| 1r | Sam Bennett           | Deceuninck-Quick Step              | 4h 37' 41" |
| 2n | Danny van Poppel      | Intermarché-Wanty-Gobert Matériaux | + 0"       |
| 3r | Jon Aberasturi Izaga  | Caja Rural-Seguros RGA             | + 0"       |
| 4t | Stanisław Aniołkowski | Bingoal Pauwels Sauces WB          | + 0"       |
| 5è | Iúri Leitão           | Tavfer-Measindot-Mortágua          | + 0"       |
| 6è | Michael Mørkøv        | Deceuninck-Quick Step              | + 0"       |
| 7è | Jarrad Drizners       | Hagens Berman Axeon                | + 0"       |
| 8è | Rui Oliveira          | UAE Team Emirates                  | + 0"       |
| 9è | Ethan Hayter          | Ineos Grenadiers                   | + 0"       |
| 10è | Mikel Aristi Gardoki  | Euskaltel-Euskadi                  | + 0"       |

### Etapa 2
| \| Classificació de l'etapa \| Classificació de l'etapa \| Classificació de l'etapa \| Classificació de l'etapa \| Classificació de l'etapa \| \| Corredor \| Corredor \| Equip \| Temps \| \| \| ------------------------ \| ------------------------ \| ---------------------------------- \| ------------------------ \| ------------------------ \| \| 1r \| Ethan Hayter \| Ineos Grenadiers \| 4h 48' 43" \| \| \| 2n \| João Rodrigues \| W52-FC Porto \| + 0" \| \| \| 3r \| Jonathan Lastra Martínez \| Caja Rural-Seguros RGA \| + 0" \| \| \| 4t \| Élie Gesbert \| Arkéa-Samsic \| + 4" \| \| \| 5è \| Iván Ramiro Sosa Cuervo \| Ineos Grenadiers \| + 9" \| \| \| 6è \| Sebastián Henao Gómez \| Ineos Grenadiers \| + 20" \| \| \| 7è \| Amaro Antunes \| W52-FC Porto \| + 30" \| \| \| 8è \| Odd Christian Eiking \| Intermarché-Wanty-Gobert Matériaux \| + 34" \| \| \| 9è \| Luís Felipe Fernandes \| Rádio Popular-Boavista \| + 35" \| \| \| 10è \| Nicolas Prodhomme \| AG2R Citroën Team \| + 35" \| \| |                          |                                    |            |
| |                          |                                    |            |
| Font: ProCyclingStats |                          |                                    |            |
| Classificació de l'etapa |                          |                                    |            |
| Corredor | Corredor                 | Equip                              | Temps      |
| 1r | Ethan Hayter             | Ineos Grenadiers                   | 4h 48' 43" |
| 2n | João Rodrigues           | W52-FC Porto                       | + 0"       |
| 3r | Jonathan Lastra Martínez | Caja Rural-Seguros RGA             | + 0"       |
| 4t | Élie Gesbert             | Arkéa-Samsic                       | + 4"       |
| 5è | Iván Ramiro Sosa Cuervo  | Ineos Grenadiers                   | + 9"       |
| 6è | Sebastián Henao Gómez    | Ineos Grenadiers                   | + 20"      |
| 7è | Amaro Antunes            | W52-FC Porto                       | + 30"      |
| 8è | Odd Christian Eiking     | Intermarché-Wanty-Gobert Matériaux | + 34"      |
| 9è | Luís Felipe Fernandes    | Rádio Popular-Boavista             | + 35"      |
| 10è | Nicolas Prodhomme        | AG2R Citroën Team                  | + 35"      |

| \| Classificació general \| Classificació general \| Classificació general \| Classificació general \| Classificació general \| \| Corredor \| Corredor \| Equip \| Temps \| \| \| --------------------- \| ------------------------ \| ---------------------------------- \| --------------------- \| --------------------- \| \| 1r \| Ethan Hayter \| Ineos Grenadiers \| 9h 26' 24" \| \| \| 2n \| João Rodrigues \| W52-FC Porto \| + 0" \| \| \| 3r \| Jonathan Lastra Martínez \| Caja Rural-Seguros RGA \| + 0" \| \| \| 4t \| Élie Gesbert \| Arkéa-Samsic \| + 4" \| \| \| 5è \| Iván Ramiro Sosa Cuervo \| Ineos Grenadiers \| + 9" \| \| \| 6è \| Sebastián Henao Gómez \| Ineos Grenadiers \| + 20" \| \| \| 7è \| Amaro Antunes \| W52-FC Porto \| + 30" \| \| \| 8è \| Odd Christian Eiking \| Intermarché-Wanty-Gobert Matériaux \| + 34" \| \| \| 9è \| Luís Felipe Fernandes \| Rádio Popular-Boavista \| + 35" \| \| \| 10è \| Nicolas Prodhomme \| AG2R Citroën Team \| + 35" \| \| |                          |                                    |            |
| |                          |                                    |            |
| Font: ProCyclingStats |                          |                                    |            |
| Classificació general |                          |                                    |            |
| Corredor | Corredor                 | Equip                              | Temps      |
| 1r | Ethan Hayter             | Ineos Grenadiers                   | 9h 26' 24" |
| 2n | João Rodrigues           | W52-FC Porto                       | + 0"       |
| 3r | Jonathan Lastra Martínez | Caja Rural-Seguros RGA             | + 0"       |
| 4t | Élie Gesbert             | Arkéa-Samsic                       | + 4"       |
| 5è | Iván Ramiro Sosa Cuervo  | Ineos Grenadiers                   | + 9"       |
| 6è | Sebastián Henao Gómez    | Ineos Grenadiers                   | + 20"      |
| 7è | Amaro Antunes            | W52-FC Porto                       | + 30"      |
| 8è | Odd Christian Eiking     | Intermarché-Wanty-Gobert Matériaux | + 34"      |
| 9è | Luís Felipe Fernandes    | Rádio Popular-Boavista             | + 35"      |
| 10è | Nicolas Prodhomme        | AG2R Citroën Team                  | + 35"      |

### Etapa 3
| \| Classificació de l'etapa \| Classificació de l'etapa \| Classificació de l'etapa \| Classificació de l'etapa \| Classificació de l'etapa \| \| Corredor \| Corredor \| Equip \| Temps \| \| \| ------------------------ \| ------------------------ \| ---------------------------------- \| ------------------------ \| ------------------------ \| \| 1r \| Sam Bennett \| Deceuninck-Quick Step \| 5h 02' 14" \| \| \| 2n \| Danny van Poppel \| Intermarché-Wanty-Gobert Matériaux \| + 0" \| \| \| 3r \| Michael Mørkøv \| Deceuninck-Quick Step \| + 0" \| \| \| 4t \| Jon Aberasturi Izaga \| Caja Rural-Seguros RGA \| + 0" \| \| \| 5è \| Pascal Ackermann \| Bora-Hansgrohe \| + 0" \| \| \| 6è \| Eduard-Michael Grosu \| Delko \| + 0" \| \| \| 7è \| Thomas Boudat \| Arkéa-Samsic \| + 0" \| \| \| 8è \| Rui Oliveira \| UAE Team Emirates \| + 0" \| \| \| 9è \| Iúri Leitão \| Tavfer-Measindot-Mortágua \| + 0" \| \| \| 10è \| Ryan Gibbons \| UAE Team Emirates \| + 0" \| \| |                      |                                    |            |
| |                      |                                    |            |
| Font: ProCyclingStats |                      |                                    |            |
| Classificació de l'etapa |                      |                                    |            |
| Corredor | Corredor             | Equip                              | Temps      |
| 1r | Sam Bennett          | Deceuninck-Quick Step              | 5h 02' 14" |
| 2n | Danny van Poppel     | Intermarché-Wanty-Gobert Matériaux | + 0"       |
| 3r | Michael Mørkøv       | Deceuninck-Quick Step              | + 0"       |
| 4t | Jon Aberasturi Izaga | Caja Rural-Seguros RGA             | + 0"       |
| 5è | Pascal Ackermann     | Bora-Hansgrohe                     | + 0"       |
| 6è | Eduard-Michael Grosu | Delko                              | + 0"       |
| 7è | Thomas Boudat        | Arkéa-Samsic                       | + 0"       |
| 8è | Rui Oliveira         | UAE Team Emirates                  | + 0"       |
| 9è | Iúri Leitão          | Tavfer-Measindot-Mortágua          | + 0"       |
| 10è | Ryan Gibbons         | UAE Team Emirates                  | + 0"       |

| \| Classificació general \| Classificació general \| Classificació general \| Classificació general \| Classificació general \| \| Corredor \| Corredor \| Equip \| Temps \| \| \| --------------------- \| ------------------------ \| ---------------------------------- \| --------------------- \| --------------------- \| \| 1r \| Ethan Hayter \| Ineos Grenadiers \| 14h 28' 40" \| \| \| 2n \| João Rodrigues \| W52-FC Porto \| + 0" \| \| \| 3r \| Jonathan Lastra Martínez \| Caja Rural-Seguros RGA \| + 0" \| \| \| 4t \| Élie Gesbert \| Arkéa-Samsic \| + 4" \| \| \| 5è \| Iván Ramiro Sosa Cuervo \| Ineos Grenadiers \| + 9" \| \| \| 6è \| Sebastián Henao Gómez \| Ineos Grenadiers \| + 20" \| \| \| 7è \| Amaro Antunes \| W52-FC Porto \| + 30" \| \| \| 8è \| Odd Christian Eiking \| Intermarché-Wanty-Gobert Matériaux \| + 34" \| \| \| 9è \| Nicolas Prodhomme \| AG2R Citroën Team \| + 35" \| \| \| 10è \| Luís Felipe Fernandes \| Rádio Popular-Boavista \| + 35" \| \| |                          |                                    |             |
| |                          |                                    |             |
| Font: ProCyclingStats |                          |                                    |             |
| Classificació general |                          |                                    |             |
| Corredor | Corredor                 | Equip                              | Temps       |
| 1r | Ethan Hayter             | Ineos Grenadiers                   | 14h 28' 40" |
| 2n | João Rodrigues           | W52-FC Porto                       | + 0"        |
| 3r | Jonathan Lastra Martínez | Caja Rural-Seguros RGA             | + 0"        |
| 4t | Élie Gesbert             | Arkéa-Samsic                       | + 4"        |
| 5è | Iván Ramiro Sosa Cuervo  | Ineos Grenadiers                   | + 9"        |
| 6è | Sebastián Henao Gómez    | Ineos Grenadiers                   | + 20"       |
| 7è | Amaro Antunes            | W52-FC Porto                       | + 30"       |
| 8è | Odd Christian Eiking     | Intermarché-Wanty-Gobert Matériaux | + 34"       |
| 9è | Nicolas Prodhomme        | AG2R Citroën Team                  | + 35"       |
| 10è | Luís Felipe Fernandes    | Rádio Popular-Boavista             | + 35"       |

### Etapa 4
| \| Classificació de l'etapa \| Classificació de l'etapa \| Classificació de l'etapa \| Classificació de l'etapa \| Classificació de l'etapa \| \| Corredor \| Corredor \| Equip \| Temps \| \| \| ------------------------ \| ------------------------ \| ------------------------ \| ------------------------ \| ------------------------ \| \| 1r \| Kasper Asgreen \| Deceuninck-Quick Step \| 23' 52" \| \| \| 2n \| Rafael Reis \| Efapel \| + 3" \| \| \| 3r \| Benjamin Thomas \| Groupama-FDJ \| + 9" \| \| \| 4t \| Thibault Guernalec \| Arkéa-Samsic \| + 19" \| \| \| 5è \| Nils Politt \| Bora-Hansgrohe \| + 28" \| \| \| 6è \| Ivo Oliveira \| UAE Team Emirates \| + 37" \| \| \| 7è \| Ryan Gibbons \| UAE Team Emirates \| + 52" \| \| \| 8è \| Diego López \| Equipo Kern Pharma \| + 53" \| \| \| 9è \| Ethan Hayter \| Ineos Grenadiers \| + 1' 02" \| \| \| 10è \| Carlos Rodríguez Cano \| Ineos Grenadiers \| + 1' 13" \| \| |                       |                       |          |
| |                       |                       |          |
| Font: ProCyclingStats |                       |                       |          |
| Classificació de l'etapa |                       |                       |          |
| Corredor | Corredor              | Equip                 | Temps    |
| 1r | Kasper Asgreen        | Deceuninck-Quick Step | 23' 52"  |
| 2n | Rafael Reis           | Efapel                | + 3"     |
| 3r | Benjamin Thomas       | Groupama-FDJ          | + 9"     |
| 4t | Thibault Guernalec    | Arkéa-Samsic          | + 19"    |
| 5è | Nils Politt           | Bora-Hansgrohe        | + 28"    |
| 6è | Ivo Oliveira          | UAE Team Emirates     | + 37"    |
| 7è | Ryan Gibbons          | UAE Team Emirates     | + 52"    |
| 8è | Diego López           | Equipo Kern Pharma    | + 53"    |
| 9è | Ethan Hayter          | Ineos Grenadiers      | + 1' 02" |
| 10è | Carlos Rodríguez Cano | Ineos Grenadiers      | + 1' 13" |

| \| Classificació general \| Classificació general \| Classificació general \| Classificació general \| Classificació general \| \| Corredor \| Corredor \| Equip \| Temps \| \| \| --------------------- \| ------------------------ \| ---------------------- \| --------------------- \| --------------------- \| \| 1r \| Ethan Hayter \| Ineos Grenadiers \| 14h 53' 34" \| \| \| 2n \| João Rodrigues \| W52-FC Porto \| + 12" \| \| \| 3r \| Kasper Asgreen \| Deceuninck-Quick Step \| + 21" \| \| \| 4t \| Thibault Guernalec \| Arkéa-Samsic \| + 22" \| \| \| 5è \| Jonathan Lastra Martínez \| Caja Rural-Seguros RGA \| + 42" \| \| \| 6è \| Maxime Bouet \| Arkéa-Samsic \| + 53" \| \| \| 7è \| Élie Gesbert \| Arkéa-Samsic \| + 56" \| \| \| 8è \| Sebastián Henao Gómez \| Ineos Grenadiers \| + 1' 18" \| \| \| 9è \| Sean Quinn \| Hagens Berman Axeon \| + 1' 37" \| \| \| 10è \| Daniel Navarro García \| Burgos-BH \| + 1' 43" \| \| |                          |                        |             |
| |                          |                        |             |
| Font: ProCyclingStats |                          |                        |             |
| Classificació general |                          |                        |             |
| Corredor | Corredor                 | Equip                  | Temps       |
| 1r | Ethan Hayter             | Ineos Grenadiers       | 14h 53' 34" |
| 2n | João Rodrigues           | W52-FC Porto           | + 12"       |
| 3r | Kasper Asgreen           | Deceuninck-Quick Step  | + 21"       |
| 4t | Thibault Guernalec       | Arkéa-Samsic           | + 22"       |
| 5è | Jonathan Lastra Martínez | Caja Rural-Seguros RGA | + 42"       |
| 6è | Maxime Bouet             | Arkéa-Samsic           | + 53"       |
| 7è | Élie Gesbert             | Arkéa-Samsic           | + 56"       |
| 8è | Sebastián Henao Gómez    | Ineos Grenadiers       | + 1' 18"    |
| 9è | Sean Quinn               | Hagens Berman Axeon    | + 1' 37"    |
| 10è | Daniel Navarro García    | Burgos-BH              | + 1' 43"    |

### Etapa 5
| \| Classificació de l'etapa \| Classificació de l'etapa \| Classificació de l'etapa \| Classificació de l'etapa \| Classificació de l'etapa \| \| Corredor \| Corredor \| Equip \| Temps \| \| \| ------------------------ \| ------------------------ \| ------------------------- \| ------------------------ \| ------------------------ \| \| 1r \| Élie Gesbert \| Arkéa-Samsic \| 4h 10' 10" \| \| \| 2n \| João Rodrigues \| W52-FC Porto \| + 0" \| \| \| 3r \| Joni Brandão \| W52-FC Porto \| + 9" \| \| \| 4t \| Jonathan Lastra Martínez \| Caja Rural-Seguros RGA \| + 11" \| \| \| 5è \| Amaro Antunes \| W52-FC Porto \| + 15" \| \| \| 6è \| Joaquim Silva \| Tavfer-Measindot-Mortágua \| + 17" \| \| \| 7è \| Nicolas Prodhomme \| AG2R Citroën Team \| + 17" \| \| \| 8è \| Kasper Asgreen \| Deceuninck-Quick Step \| + 19" \| \| \| 9è \| Sebastián Henao Gómez \| Ineos Grenadiers \| + 21" \| \| \| 10è \| Ethan Hayter \| Ineos Grenadiers \| + 21" \| \| |                          |                           |            |
| |                          |                           |            |
| Font: ProCyclingStats |                          |                           |            |
| Classificació de l'etapa |                          |                           |            |
| Corredor | Corredor                 | Equip                     | Temps      |
| 1r | Élie Gesbert             | Arkéa-Samsic              | 4h 10' 10" |
| 2n | João Rodrigues           | W52-FC Porto              | + 0"       |
| 3r | Joni Brandão             | W52-FC Porto              | + 9"       |
| 4t | Jonathan Lastra Martínez | Caja Rural-Seguros RGA    | + 11"      |
| 5è | Amaro Antunes            | W52-FC Porto              | + 15"      |
| 6è | Joaquim Silva            | Tavfer-Measindot-Mortágua | + 17"      |
| 7è | Nicolas Prodhomme        | AG2R Citroën Team         | + 17"      |
| 8è | Kasper Asgreen           | Deceuninck-Quick Step     | + 19"      |
| 9è | Sebastián Henao Gómez    | Ineos Grenadiers          | + 21"      |
| 10è | Ethan Hayter             | Ineos Grenadiers          | + 21"      |

## Classificació final
| \| Classificació general \| Classificació general \| Classificació general \| Classificació general \| Classificació general \| \| Corredor \| Corredor \| Equip \| Temps \| \| \| --------------------- \| ------------------------ \| ---------------------- \| --------------------- \| --------------------- \| \| 1r \| João Rodrigues \| W52-FC Porto \| 19h 03' 56" \| \| \| 2n \| Ethan Hayter \| Ineos Grenadiers \| + 9" \| \| \| 3r \| Kasper Asgreen \| Deceuninck-Quick Step \| + 28" \| \| \| 4t \| Jonathan Lastra Martínez \| Caja Rural-Seguros RGA \| + 41" \| \| \| 5è \| Élie Gesbert \| Arkéa-Samsic \| + 44" \| \| \| 6è \| Thibault Guernalec \| Arkéa-Samsic \| + 48" \| \| \| 7è \| Maxime Bouet \| Arkéa-Samsic \| + 1' 13" \| \| \| 8è \| Sebastián Henao Gómez \| Ineos Grenadiers \| + 1' 27" \| \| \| 9è \| Joni Brandão \| W52-FC Porto \| + 1' 40" \| \| \| 10è \| Daniel Navarro García \| Burgos-BH \| + 1' 54" \| \| |                          |                        |             |
| |                          |                        |             |
| Font: ProCyclingStats |                          |                        |             |
| Classificació general |                          |                        |             |
| Corredor | Corredor                 | Equip                  | Temps       |
| 1r | João Rodrigues           | W52-FC Porto           | 19h 03' 56" |
| 2n | Ethan Hayter             | Ineos Grenadiers       | + 9"        |
| 3r | Kasper Asgreen           | Deceuninck-Quick Step  | + 28"       |
| 4t | Jonathan Lastra Martínez | Caja Rural-Seguros RGA | + 41"       |
| 5è | Élie Gesbert             | Arkéa-Samsic           | + 44"       |
| 6è | Thibault Guernalec       | Arkéa-Samsic           | + 48"       |
| 7è | Maxime Bouet             | Arkéa-Samsic           | + 1' 13"    |
| 8è | Sebastián Henao Gómez    | Ineos Grenadiers       | + 1' 27"    |
| 9è | Joni Brandão             | W52-FC Porto           | + 1' 40"    |
| 10è | Daniel Navarro García    | Burgos-BH              | + 1' 54"    |

### Classificacions secundàries
| Classificació per punts | Classificació per punts  | Classificació per punts   | Classificació per punts | Classificació per punts |
| Corredor                | Corredor                 | Equip                     | Punts                   |                         |
| ----------------------- | ------------------------ | ------------------------- | ----------------------- | ----------------------- |
| 1r                      | Sam Bennett              | Deceuninck-Quick Step     | 50 pts                  |                         |
| 2n                      | Jon Aberasturi Izaga     | Caja Rural-Seguros RGA    | 29 pts                  |                         |
| 3r                      | João Rodrigues           | W52-FC Porto              | 25 pts                  |                         |
| 4t                      | Michael Mørkøv           | Deceuninck-Quick Step     | 24 pts                  |                         |
| 5è                      | Élie Gesbert             | Arkéa-Samsic              | 23 pts                  |                         |
| 6è                      | Ethan Hayter             | Ineos Grenadiers          | 18 pts                  |                         |
| 7è                      | Jonathan Lastra Martínez | Caja Rural-Seguros RGA    | 18 pts                  |                         |
| 8è                      | Stanisław Aniołkowski    | Bingoal Pauwels Sauces WB | 13 pts                  |                         |
| 9è                      | Iúri Leitão              | Tavfer-Measindot-Mortágua | 12 pts                  |                         |
| 10è                     | Joni Brandão             | W52-FC Porto              | 10 pts                  |                         |

| Classificació per punts | Classificació per punts  | Classificació per punts   | Classificació per punts | Classificació per punts |
| Corredor                | Corredor                 | Equip                     | Punts                   |                         |
| ----------------------- | ------------------------ | ------------------------- | ----------------------- | ----------------------- |
| 1r                      | Sam Bennett              | Deceuninck-Quick Step     | 50 pts                  |                         |
| 2n                      | Jon Aberasturi Izaga     | Caja Rural-Seguros RGA    | 29 pts                  |                         |
| 3r                      | João Rodrigues           | W52-FC Porto              | 25 pts                  |                         |
| 4t                      | Michael Mørkøv           | Deceuninck-Quick Step     | 24 pts                  |                         |
| 5è                      | Élie Gesbert             | Arkéa-Samsic              | 23 pts                  |                         |
| 6è                      | Ethan Hayter             | Ineos Grenadiers          | 18 pts                  |                         |
| 7è                      | Jonathan Lastra Martínez | Caja Rural-Seguros RGA    | 18 pts                  |                         |
| 8è                      | Stanisław Aniołkowski    | Bingoal Pauwels Sauces WB | 13 pts                  |                         |
| 9è                      | Iúri Leitão              | Tavfer-Measindot-Mortágua | 12 pts                  |                         |
| 10è                     | Joni Brandão             | W52-FC Porto              | 10 pts                  |                         |

| Classificació de la muntanya | Classificació de la muntanya | Classificació de la muntanya | Classificació de la muntanya | Classificació de la muntanya |
| Corredor                     | Corredor                     | Equip                        | Punts                        |                              |
| ---------------------------- | ---------------------------- | ---------------------------- | ---------------------------- | ---------------------------- |
| 1r                           | Luís Felipe Fernandes        | Rádio Popular-Boavista       | 16 pts                       |                              |
| 2n                           | João Rodrigues               | W52-FC Porto                 | 15 pts                       |                              |
| 3r                           | Michael Schwarzmann          | Bora-Hansgrohe               | 13 pts                       |                              |
| 4t                           | Ethan Hayter                 | Ineos Grenadiers             | 13 pts                       |                              |
| 5è                           | Élie Gesbert                 | Arkéa-Samsic                 | 10 pts                       |                              |
| 6è                           | Kenny Molly                  | Bingoal Pauwels Sauces WB    | 8 pts                        |                              |
| 7è                           | Jonathan Lastra Martínez     | Caja Rural-Seguros RGA       | 8 pts                        |                              |
| 8è                           | Javier Moreno Bazán          | Efapel                       | 7 pts                        |                              |
| 9è                           | Henrique Casimiro            | Kelly-Simoldes-UDO           | 7 pts                        |                              |
| 10è                          | Benjamin Thomas              | Groupama-FDJ                 | 7 pts                        |                              |

| Classificació de la muntanya | Classificació de la muntanya | Classificació de la muntanya | Classificació de la muntanya | Classificació de la muntanya |
| Corredor                     | Corredor                     | Equip                        | Punts                        |                              |
| ---------------------------- | ---------------------------- | ---------------------------- | ---------------------------- | ---------------------------- |
| 1r                           | Luís Felipe Fernandes        | Rádio Popular-Boavista       | 16 pts                       |                              |
| 2n                           | João Rodrigues               | W52-FC Porto                 | 15 pts                       |                              |
| 3r                           | Michael Schwarzmann          | Bora-Hansgrohe               | 13 pts                       |                              |
| 4t                           | Ethan Hayter                 | Ineos Grenadiers             | 13 pts                       |                              |
| 5è                           | Élie Gesbert                 | Arkéa-Samsic                 | 10 pts                       |                              |
| 6è                           | Kenny Molly                  | Bingoal Pauwels Sauces WB    | 8 pts                        |                              |
| 7è                           | Jonathan Lastra Martínez     | Caja Rural-Seguros RGA       | 8 pts                        |                              |
| 8è                           | Javier Moreno Bazán          | Efapel                       | 7 pts                        |                              |
| 9è                           | Henrique Casimiro            | Kelly-Simoldes-UDO           | 7 pts                        |                              |
| 10è                          | Benjamin Thomas              | Groupama-FDJ                 | 7 pts                        |                              |

| Classificació del millor jove | Classificació del millor jove | Classificació del millor jove | Classificació del millor jove | Classificació del millor jove |
| Corredor                      | Corredor                      | Equip                         | Temps                         |                               |
| ----------------------------- | ----------------------------- | ----------------------------- | ----------------------------- | ----------------------------- |
| 1r                            | Sean Quinn                    | Hagens Berman Axeon           | 19h 06' 26"                   |                               |
| 2n                            | Carlos Rodríguez Cano         | Ineos Grenadiers              | + 3' 05"                      |                               |
| 3r                            | Pedro Andrade                 | Hagens Berman Axeon           | + 5' 12"                      |                               |
| 4t                            | Matthew Riccitello            | Hagens Berman Axeon           | + 6' 34"                      |                               |
| 5è                            | Diogo Barbosa                 | Hagens Berman Axeon           | + 13' 05"                     |                               |
| 6è                            | Afonso Silva                  | Rádio Popular-Boavista        | + 13' 32"                     |                               |
| 7è                            | Pedro Miguel Lopes            | Kelly-Simoldes-UDO            | + 13' 46"                     |                               |
| 8è                            | Carlos Canal Blanco           | Burgos-BH                     | + 15' 27"                     |                               |
| 9è                            | Matis Louvel                  | Arkéa-Samsic                  | + 16' 58"                     |                               |
| 10è                           | Jarrad Drizners               | Hagens Berman Axeon           | + 20' 23"                     |                               |

| Classificació del millor jove | Classificació del millor jove | Classificació del millor jove | Classificació del millor jove | Classificació del millor jove |
| Corredor                      | Corredor                      | Equip                         | Temps                         |                               |
| ----------------------------- | ----------------------------- | ----------------------------- | ----------------------------- | ----------------------------- |
| 1r                            | Sean Quinn                    | Hagens Berman Axeon           | 19h 06' 26"                   |                               |
| 2n                            | Carlos Rodríguez Cano         | Ineos Grenadiers              | + 3' 05"                      |                               |
| 3r                            | Pedro Andrade                 | Hagens Berman Axeon           | + 5' 12"                      |                               |
| 4t                            | Matthew Riccitello            | Hagens Berman Axeon           | + 6' 34"                      |                               |
| 5è                            | Diogo Barbosa                 | Hagens Berman Axeon           | + 13' 05"                     |                               |
| 6è                            | Afonso Silva                  | Rádio Popular-Boavista        | + 13' 32"                     |                               |
| 7è                            | Pedro Miguel Lopes            | Kelly-Simoldes-UDO            | + 13' 46"                     |                               |
| 8è                            | Carlos Canal Blanco           | Burgos-BH                     | + 15' 27"                     |                               |
| 9è                            | Matis Louvel                  | Arkéa-Samsic                  | + 16' 58"                     |                               |
| 10è                           | Jarrad Drizners               | Hagens Berman Axeon           | + 20' 23"                     |                               |

| Classificació per equips | Classificació per equips             | Classificació per equips | Classificació per equips |
| Equip                    | Equip                                | Temps                    |                          |
| ------------------------ | ------------------------------------ | ------------------------ | ------------------------ |
| 1r                       | Arkéa-Samsic                         | 44h 42' 20"              |                          |
| 2n                       | Ineos Grenadiers                     | + 1"                     |                          |
| 3r                       | Delko                                | + 33"                    |                          |
| 4t                       | W52-FC Porto                         | + 3' 30"                 |                          |
| 5è                       | Rally Cycling                        | + 6' 50"                 |                          |
| 6è                       | Kelly-Simoldes-UDO                   | + 8' 34"                 |                          |
| 7è                       | Caja Rural-Seguros RGA               | + 11' 03"                |                          |
| 8è                       | Atum General-Tavira-Maria Nova Hotel | + 11' 05"                |                          |
| 9è                       | Burgos-BH                            | + 11' 39"                |                          |
| 10è                      | Bingoal Pauwels Sauces WB            | + 13' 42"                |                          |

| Classificació per equips | Classificació per equips             | Classificació per equips | Classificació per equips |
| Equip                    | Equip                                | Temps                    |                          |
| ------------------------ | ------------------------------------ | ------------------------ | ------------------------ |
| 1r                       | Arkéa-Samsic                         | 44h 42' 20"              |                          |
| 2n                       | Ineos Grenadiers                     | + 1"                     |                          |
| 3r                       | Delko                                | + 33"                    |                          |
| 4t                       | W52-FC Porto                         | + 3' 30"                 |                          |
| 5è                       | Rally Cycling                        | + 6' 50"                 |                          |
| 6è                       | Kelly-Simoldes-UDO                   | + 8' 34"                 |                          |
| 7è                       | Caja Rural-Seguros RGA               | + 11' 03"                |                          |
| 8è                       | Atum General-Tavira-Maria Nova Hotel | + 11' 05"                |                          |
| 9è                       | Burgos-BH                            | + 11' 39"                |                          |
| 10è                      | Bingoal Pauwels Sauces WB            | + 13' 42"                |                          |

## Evolució de les classificacions
| Etapa                  | Vencedor               | Classificació general | Classificació de la muntanya | Classificació per punts | Classificació dels joves | Classificació per equips |
| ---------------------- | ---------------------- | --------------------- | ---------------------------- | ----------------------- | ------------------------ | ------------------------ |
| 1                      | Sam Bennett            | Sam Bennett           | Sam Bennett                  | Jon Irisarri            | Jarrad Drizners          | UAE Team Emirates        |
| 2                      | Ethan Hayter           | Ethan Hayter          | Sam Bennett                  | João Rodrigues          | Sean Quinn               | Ineos Grenadiers         |
| 3                      | Sam Bennett            | Ethan Hayter          | Sam Bennett                  | João Rodrigues          | Sean Quinn               | Ineos Grenadiers         |
| 4                      | Kasper Asgreen         | Ethan Hayter          | Sam Bennett                  | João Rodrigues          | Sean Quinn               | Ineos Grenadiers         |
| 5                      | Élie Gesbert           | João Rodrigues        | Sam Bennett                  | Luís Fernandes          | Sean Quinn               | W52-FC Porto             |
| Classificacions finals | Classificacions finals | João Rodrigues        | Sam Bennett                  | Luís Fernandes          | Sean Quinn               | W52-FC Porto             |